# Chrysopida tristis
Chrysopida tristis es un coleóptero de la familia Chrysomelidae.
Fue descrita científicamente en 1995 por Medvedev.